# Газогенераторный автомобиль

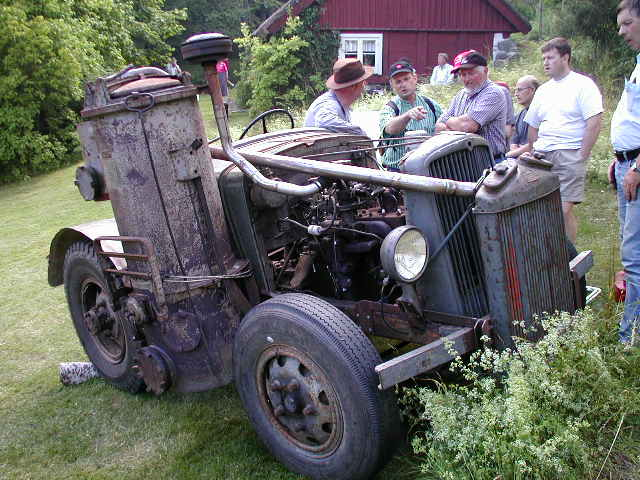
Самодельный автомобиль с газогенератором

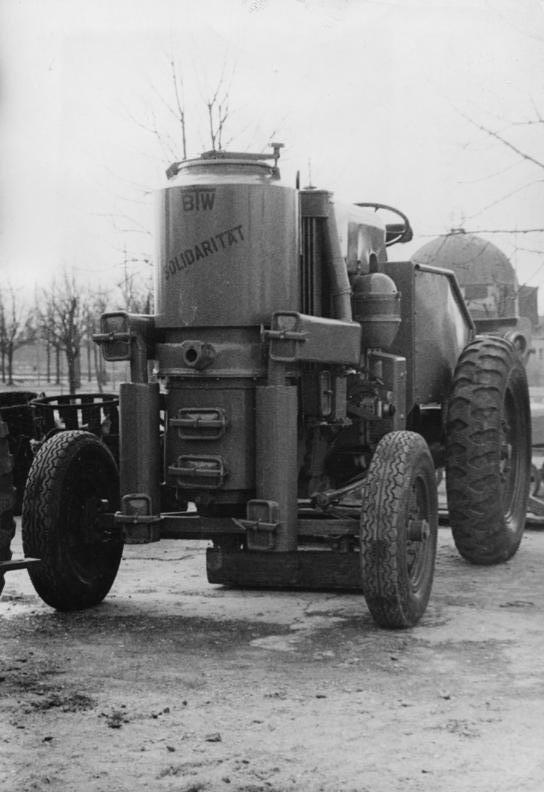
Газогенераторный трактор производства ГДР, 1949 год

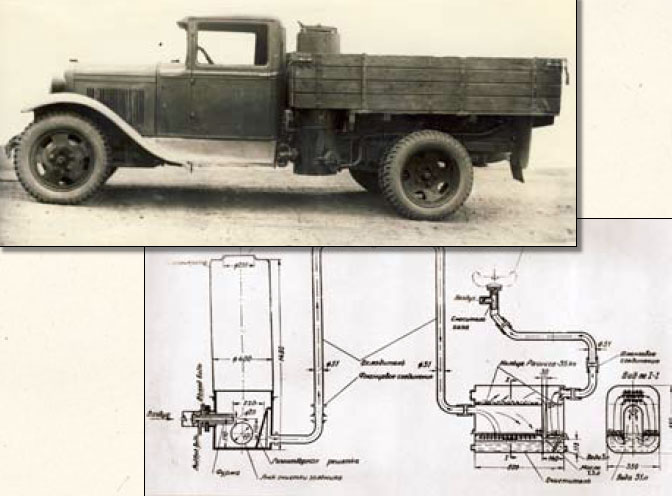
Газогенераторный автомобиль на базе ГАЗ-ММ. 1943 г.

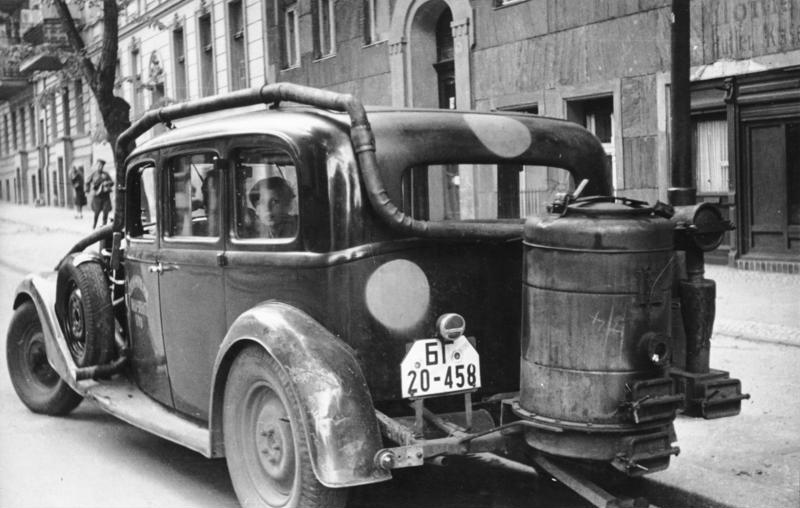
Автомобиль с газогенераторной установкой, Берлин, 1946

Газогенера́торный автомоби́ль — автомобиль с установленным газогенератором, вырабатывающим генераторный газ, который и подаётся в двигатель внутреннего сгорания в качестве топливной смеси; то есть фактически осуществляется двухстадийное полное сжигание твёрдого топлива — в качестве которого могут использоваться дрова, угольные брикеты, торф и т. п. Газогенератор обычно применялся при отсутствии основного жидкого (бензин, солярка) топлива для них.
Основной причиной снижения мощности транспортных двигателей, используемых для работы на газе без переделки, является уменьшение величины заряда рабочей смеси, поскольку добиться удовлетворительного охлаждения газа на подвижной технике затруднительно.

## История
В 1799 году французский инженер Филипп Лебон открыл светильный газ и получил патент на использование и способ получения светильного газа путём сухой перегонки древесины или угля. В 1801 году Лебон взял патент на конструкцию газового двигателя, однако в 1804 году он был убит, не успев воплотить в жизнь своё изобретение.
В 1860 г. бельгийский официант и, по совместительству, инженер-любитель Этьен Ленуар создал и запатентовал двигатель внутреннего сгорания, работающий на светильном газе.
В 1862—1863 гг. газогенераторная силовая установка мощностью до 4 л.с. была установлена на восьмиместный открытый омнибус. КПД двухтактного двигателя Ленуара достигал всего 5 %. Разбогатев, Ленуар перестал работать над усовершенствованием своей машины, поэтому, когда на Парижской всемирной выставке 1878 г. публике был продемонстрирован четырёхтактный газовый двигатель немецкого инженера Николауса Отто с КПД 16 %, слава пионера газогенераторного двигателестроения, к сожалению, быстро померкла.
В 1883 г. английский инженер Э. Даусон впервые сформулировал концепцию сочетания газогенератора и двигателя внутреннего сгорания в едином блоке, который целиком мог быть установлен на транспортной или иной машине. Значение этой работы было настоль велико, что в течение некоторого времени полуводяной газогенератор повсеместно назывался «газом Даусона».
Первый классический газогенераторный автомобиль, использующий в качестве топлива древесные чурки и древесный уголь, был построен Тейлором в 1900 г. во Франции (патент в России выдан в 1901 г.).
В 1891 году отставной лейтенант Российского флота Евгений Яковлев построил завод газовых и керосиновых двигателей в Санкт-Петербурге на Большой Спасской улице, однако конкуренцию с нефтяными и бензиновыми двигателями его продукция не выдержала.
В 1916 г. начались регулярные рейсы газогенераторного автобуса между Парижем и Руаном (протяжённость маршрута по разным данным составляла от 125 до 140 км).
В 1919 г. французский инженер Георг Имберт создал газогенератор прямоточного (обращённого) типа, в котором топливо и газифицирующий агент при газификации движутся в одном направлении. В 1921 был создан автомобиль с газогенератором на этом принципе. При этом древесина пиролизуется не в цилиндрах (как у Форда, Круппа или Порше), а в котле, где древесина «сжигалась» при недостатке кислорода (частичнозамещённый пиролиз), что являлось большим шагом вперед по сравнению с полукоксованием от Круппа. Это позволило настолько улучшить качество газогенераторов, что газогенераторные двигатели снова стали реальными конкурентами бензиновых и дизельных двигателей.
В Германии во время войны стали делать газогенераторы не только дровяные, но и на брикетах из буроугольной крошки и пыли, так как этого топлива там было достаточно много. Грузовики с газогенераторами ездили не быстро — 20 км в час — на низкокалорийном газе, в который превращались в газогенераторе дрова. В некоторых странах мира и в настоящее время используют такие автомобили (в очень небольших количествах), довольно много их в сельской местности Северной Кореи.
В 1938 г. в Европе насчитывалось около 9 тыс. автомашин, работавших на газогенераторном горючем. К 1941 г. это количество увеличилось почти в 50 раз. В том числе в Германии их число достигло 300 тыс.
Первое в СССР испытание автомобиля на шасси ФИАТ-15 с газогенераторной установкой В. С. Наумова состоялось в 1928 году. В 1934 году проведён первый испытательный пробег газогенераторных автомобилей по маршруту Москва — Ленинград — Москва, в котором участвовали ГАЗ-АА и ЗИС-5 с установками, спроектированными в НАТИ.
В СССР в 1936 г. было принято постановление СНК СССР о производстве газогенераторных автомобилей и тракторов. В 1936 году выпущена первая партия газогенераторных грузовиков ЗИС-13, а затем — ЗИС-21 и на Горьковском заводе — ГАЗ-42. Использование в качестве топлива генераторного газа, менее склонного к детонации, чем бензин с невысоким октановым числом (таким, как А-56), позволяло повысить степень сжатия с 4.3-4.8 до 7-8 единиц, поэтому в моторах ЗИС-21 и ГАЗ-42 использовались специальные головки блоков цилиндров уменьшенного объема, за счет чего степень сжатия выросла до 7 и 6.4 единиц соответственно. Это позволило уменьшить потери мощности сравнительно с исходным бензиновым двигателем, но ограничило возможность использования на бензине - последний теперь требовался уже с более высоким октановым числом, типа А-66. В начале 1941 года выпускались работавшие на древесных чурках газогенераторные установки для автомобилей ЗИС, тракторов ЧТЗ и ХТЗ. Они имели существенные недостатки: небольшую мощность, быстрый износ металла, заводские дефекты, приводившие к большим простоям. Однако газогенераторные автомобили и тракторы стали большим плюсом во время Великой Отечественной войны — они активно использовались в тылу.

В трудные годы войны все машины Колымы были переведены на газогенераторное топливо, или, проще говоря, на обыкновенную деревянную чурку. Были специальные комбинаты по заготовке и сушке «чурочки» — так ласково называли её шофёры. Уходя в рейс, водитель брал шесть-восемь мешков чурки, которые по мере необходимости засыпал в специальный бункер. Дерево сгорало, образовавшийся газ «двигал» машину.
Ясное дело, что «газген» появился не от хорошей жизни — не хватало бензина. Первая конструкция газогенераторного устройства была неудачной… Рационализаторы Аткинской автобазы решили заставить «газген» работать лучше. И они добились своего: сделали надёжным «газген» на трассе, грузоподъёмность его повысили до семи тонн. А опытные шофёры на такую машину брали прицепы до восьми тонн. На ВДНХ в 1945 году колымские «газгены» заняли первое место.
— С. Шайдуров, «Берег двух океанов»
Начавшийся в октябре 1973 года топливно-энергетический кризис привёл к росту мировых цен на нефть и нефтепродукты и вызвал повышение интереса к разработке новых моделей автомашин на альтернативном горючем (в том числе, с газогенераторными установками, использующими твёрдое топливо). В начале 1980 года в США фирма "Экон" из штата Алабама разработала газогенератор, предложенный для установки на серийные легковые автомобили (при переоборудовании машины с неё следовало снять примерно 136 кг деталей, необходимых для езды на бензине и установить новые общей массой свыше 300 кг). Затруднения возникли с размещением запаса топлива (так как для замены 1 литра бензина массой 700 грамм требовалось 3 кг дров).
В начале 1982 года в Австрии механик Мартин Шваб переделал одноместный мопед (установив на него самодельный паровой двигатель) - котёл с топкой были смонтированы на багажнике, бензобак использовался для хранения воды (цилиндр одноцилиндрового двигателя, в котором раньше сгорал бензин, получил новое назначение - в него под давлением поступал пар из котла). Небольшая масса мопеда обеспечила возможность движения на скорости до 40 км/ч при достаточно экономном расходовании небольших объёмов угля - но расход воды составлял 10-15 литров на 100 км.

## См. также

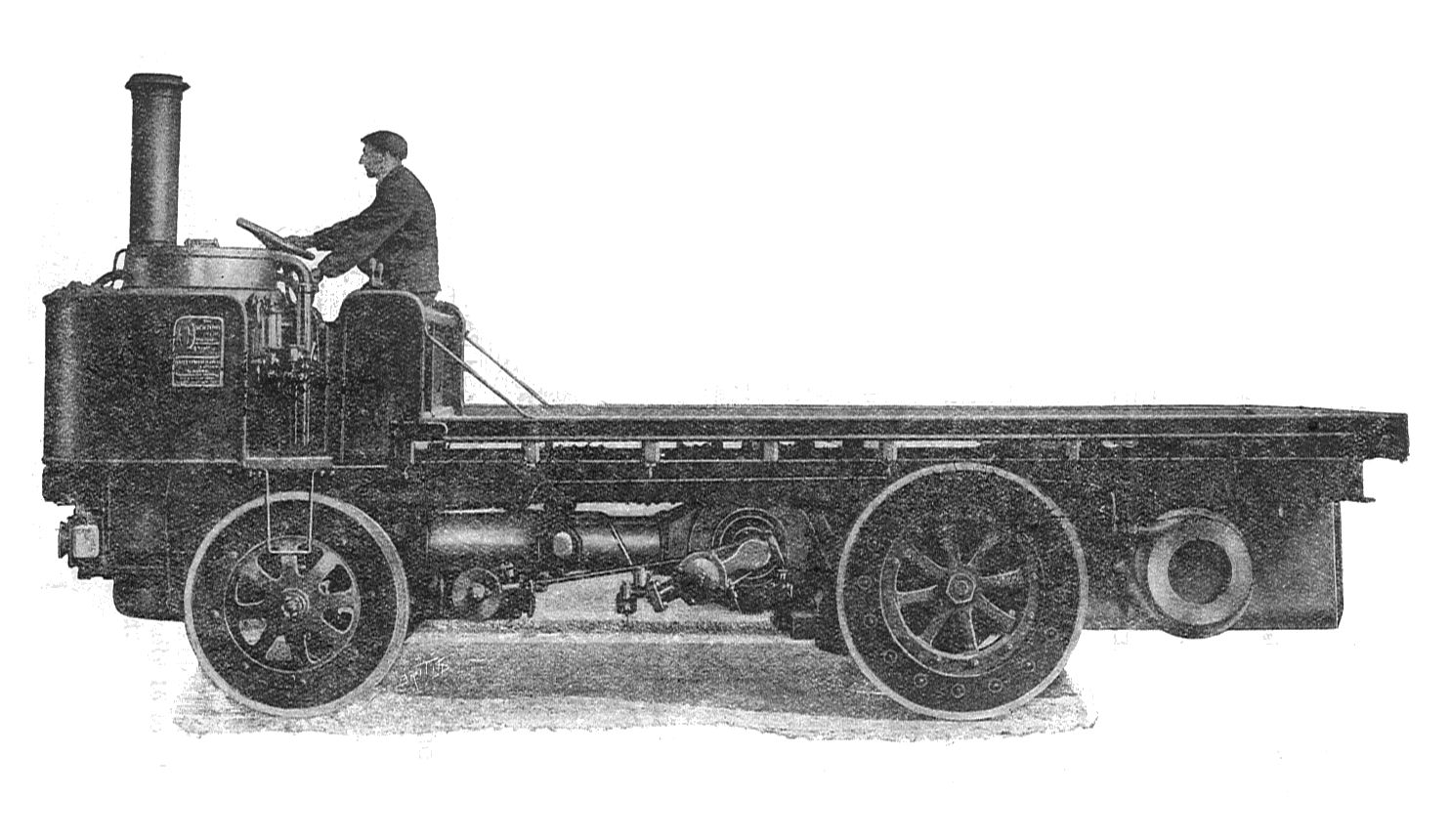
Паровой грузовик